# Galleria Nazionale dell’Umbria
Die Galleria Nazionale dell’Umbria (dt. Nationalgalerie Umbrien) ist ein italienisches Staatsmuseum, das sich im Palazzo dei Priori in Perugia befindet. Es beherbergt die größte Sammlung umbrischer Kunst und einige der bedeutendsten Kunstwerke Mittelitaliens aus dem 13. bis 19. Jahrhundert. Es befindet sich im Besitz des italienischen Kulturministeriums, das es seit 2014 in die Liste der Museumsinstitute mit besonderer Autonomie aufgenommen hat.

## Geschichte
Ihre Anfänge überschneiden sich mit der Entstehung der Zeichenakademie, die in der zweiten Hälfte des 16. Jahrhunderts ihren Sitz im Olivetanerkloster von Montemorcino hatte, wo eine erste Sammlung von Zeichnungen und Gemälden angelegt wurde.
Infolge der Aufhebung der religiösen Orden, die zunächst vom napoleonischen Kaiserreich und dann vom Königreich Italien zwischen dem Ende des 19. und der Mitte des 20. Jahrhunderts erzwungen wurde, wuchs das gesammelte Material beträchtlich, da die wertvollsten Kunstwerke in den Besitz des Staates übergingen und so die Sammlung der Akademie ergänzten (sofern sie nicht auf Museen in aller Welt verteilt wurden).
Im Jahr 1863 wurde eine nach Pietro Vannucci benannte städtische Gemäldegalerie gegründet, doch das Problem bestand zu diesem Zeitpunkt darin, einen geeigneten Ort für das gesammelte Material zu finden. Im Jahr 1878 wurde die Gemäldegalerie aus den alten Räumlichkeiten der Accademia in den dritten Stock des Palazzo dei Priori verlegt.
Durch Ankäufe und Schenkungen erweitert, erhielt sie 1918 den Namen Regia galleria Vannucci. Im Laufe der Jahre wurden von der Stadtverwaltung neue Ausstellungsräume zur Verfügung gestellt.
Das Museum ist heute in chronologischer Reihenfolge organisiert und in stilistische Bereiche unterteilt. Einige Räume im dritten Stock werden ausschließlich für temporäre Ausstellungen künstlerischer oder kultureller Art genutzt. Die Galerie stand im Mittelpunkt eines umfangreichen Projekts zur strukturellen Konsolidierung, zum Museumsaufbau und zur museografischen Organisation. Einige dieser Maßnahmen wurden auch dank der Einnahmen aus dem Lotto, wie im Gesetz 662/96 geregelt, umgesetzt. Im Jahr 2018 fanden anlässlich des hundertjährigen Jubiläums der Statuierung des Museums besondere Ausstellungen und Veranstaltungen statt.

## Ausstellungsrundgang
Die Werke sind in vierzig Räumen auf zwei Etagen ausgestellt. Um die Orientierung zu erleichtern, können die folgenden historischen Perioden unterschieden werden:

### 12. und 13. Jahrhundert

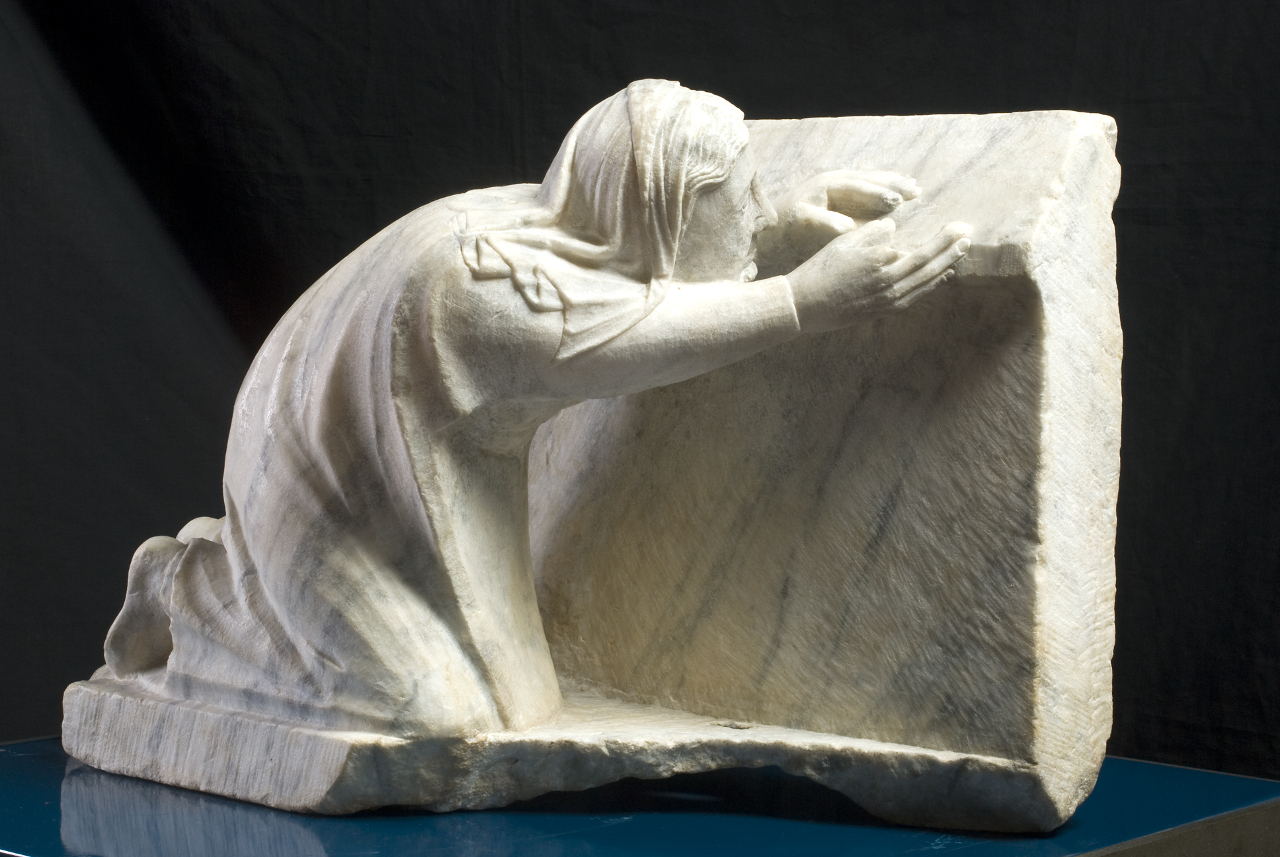
Arnolfo di Cambio, Detailansicht „pedi platee“-Brunnen, 1278–1281

Dieser Bereich umfasst die ersten vier Räume und beherbergt zahlreiche bedeutende Werke, darunter das hölzerne Kruzifix aus der ersten Hälfte des 13. Jahrhunderts aus der Kirche Santa Maria di Roncione in der Nähe von Deruta, das als einziges Element einer Gruppe lebensgroßer Figuren erhalten geblieben ist, sowie einige profane Skulpturen (Tafeln mit Darstellungen von Rom und der kapitolinischen Wölfin von Nicola und Giovanni Pisano und die fünf Skulpturen aus Carrara-Marmor von Arnolfo di Cambio aus den Jahren 1278 bis 1281 für den so genannten „pedi platee“-Brunnen); die Gemälde des Meisters des Triptychons von Perugia und des Maestro di San Francesco, der die umbrische Kunstszene vor dem Aufkommen von Giotto di Bondone beherrschte. In Raum 2 dokumentiert die Madonna mit Kind von Duccio di Buoninsegna zusammen mit anderen Werken dieses ersten Abschnitts die Malerei des frühen 14. Jahrhunderts. Aus dieser Zeit stammen auch einige Skulpturen aus dem Gebiet von Siena in Raum 4, darunter die Holzstatue der Madonna mit Kind des Maestro della Madonna di Perugia. Schließlich ist noch das Glasfenster mit der Kreuzigung von Giovanni di Bonino aus Assisi zu erwähnen, einem Künstler, der bereits an der wichtigen Baustelle des Doms von Orvieto vertreten war.

### Spätgotik
Aus dieser Zeit besitzt die Nationalgalerie von Umbrien in den nächsten beiden Räumen einige der interessantesten Gemälde. Es sind die Thronende Madonna mit Kind und musizierenden Engeln von Gentile da Fabriano (1404) und das Polyptychon von Pietralunga von Ottaviano Nelli (signiert und datiert 1403).

### Frührenaissance

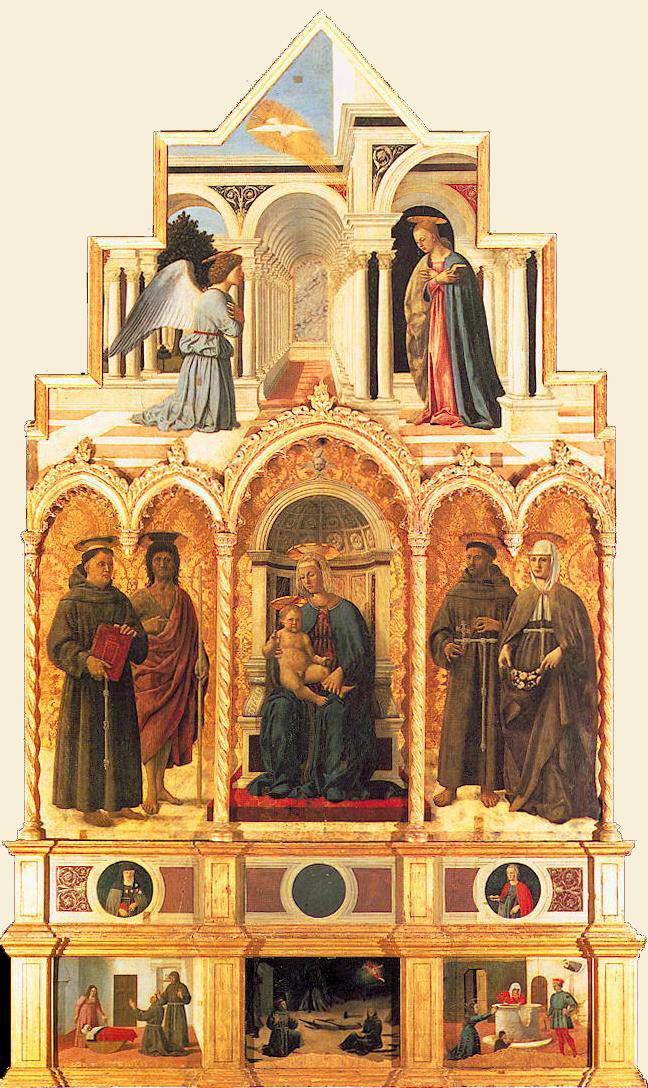
Piero della Francesca: Polyptychon des Heiligen Antonius

Die Werke der Frührenaissance sind in den Räumen 7 bis 11 versammelt. Eines der besten Zeugnisse ist das von Fra Angelico, der 1447 das Polyptychon von San Domenico malte, eines der Meisterwerke des florentinischen Meisters und ein Bezugspunkt für viele perugianische Künstler. Das Bild von Fra Angelico wird auch von seinem Schüler Benozzo Gozzoli aufgegriffen, der 1456 das Altarbild der Sapienza Nuova malte. Zu diesen kommt noch das Polyptychon des Heiligen Antonius hinzu, das Piero della Francesca zwischen 1467 und 1469 für die Kirche der franziskanischen Terziarinnen des gleichnamigen perugianischen Klosters malte.

### 15. Jahrhundert: Umbrien-Marken und die Renaissance
Der Rundgang (von Raum 12 bis 19) beginnt mit Gonfalone dei legisti von Nicolò Alunno aus Foligno aus dem Jahr 1466, der nur dieses eine Werk in Perugia hinterließ und seine Tätigkeit hauptsächlich auf die Gebiete zwischen Assisi und Foligno konzentrierte. Andere Künstler aus dem östlichen Umbrien entwickeln in diesem Gebiet einen besonderen Stil, der von Einflüssen der Renaissance sowohl aus dem adriatischen Raum (Carlo Crivelli und Cosmè Tura) als auch aus Florenz (Verrocchio) geprägt ist und zu einem gewissen expressionistischen Stil führte, der in jüngster Zeit von der Forschung als „exzentrische Renaissance“ bezeichnet wird, die für das Apenningebiet zwischen Gubbio und Foligno typisch ist.
Der erste perugianische Maler, der sich der Formensprache der Renaissance verschrieben hatte, war Benedetto Bonfigli, zu dessen Werken die Verkündigung und der Heilige Lukas (1450–1453) gehören. Ebenfalls in dieser Zeit im perugianischen Raum tätig war Bartolomeo Caporali, dessen zahlreiche Werke ausgestellt sind, die einen gegliederten künstlerischen Weg zwischen den Einflüssen von Fra Angelico (Madonna mit Kind und Engeln, 1465), Verrocchio (Triptychon der Gerechtigkeit, 1475) und Mantegna (Madonna mit Kind in Girlanden, um 1475) beschreiben. Das perugianische Gesamtbild wird durch Werke von Fiorenzo di Lorenzo und Sante di Apollonio vervollständigt, die zum Kreis der Künstler um Caporali gehörten.
Neben den Tafeln der Nicchia di San Bernardino, einem Gemeinschaftswerk zahlreicher Künstler der Epoche, darunter der junge Perugino und Pinturicchio, sind auch ein kürzlich restauriertes Altarbild von Luca Signorelli aus Cortona, eine Pietà des Florentiners Piero di Cosimo und eine Skulpturengruppe des Florentiners Agostino di Duccio aus dem Jahr 1475 zu sehen, die die Fassade der zerstörten Kirche Maestà delle Volte schmücken sollten.

### Der Schatz und die kleinen Künste
Im Raum 17 sind die Gold- und Elfenbeinstücke ausgestellt, die größtenteils aus den Städtischen Museen von Perugia stammen, wo sie ab 1863 gesammelt und ohne Angabe ihrer ursprünglichen Herkunft inventarisiert wurden, weshalb es heute unmöglich ist, ihre Herkunftsorte zu ermitteln. Dazu gehören der Kelch aus geprägtem Silber und durchscheinenden Emaillen von Cataluzio da Todi und der Kelch und die Patene von Benedikt XI., letztere ein Werk, das einem Nachfolger von Guccio di Mannaia zugeschrieben wird und eines der besten Beispiele der sienesischen Goldschmiedekunst des 14. Jahrhunderts ist.

Der Raum 18 zeigt einige der typischen perugiesischen Textilien, die zwischen dem 14. und 17. Jahrhundert hergestellt wurden.

### Priori-Kapelle
In Raum 21 ist ein weiteres Werk von Benedetto Bonfigli zu sehen: ein Freskenzyklus, der die Kirche des Palazzo schmückt. Die Gemälde erzählen Episoden aus dem Leben des Heiligen Ludwig von Toulouse, dem Schutzpatron des Palazzos, und des Bischofs Hl. Herculanus, dem Schutzpatron der Stadt Perugia. Zu letzteren gehört Die Einnahme von Perugia durch Totila, das die Geschichte des Martyriums des Hl. Herculanus während der von Totila befohlenen Belagerung durch die Goten erzählt; zu sehen ist eine detaillierte Ansicht der Stadt vor der Zerstörung im 16. Jahrhundert für den Bau der Rocca Paolina. Da befindet sich auch das Kymation von Peruginos Altarbild der Decemviri, genau der Christus in Pietà.

### Perugino und Pinturicchio

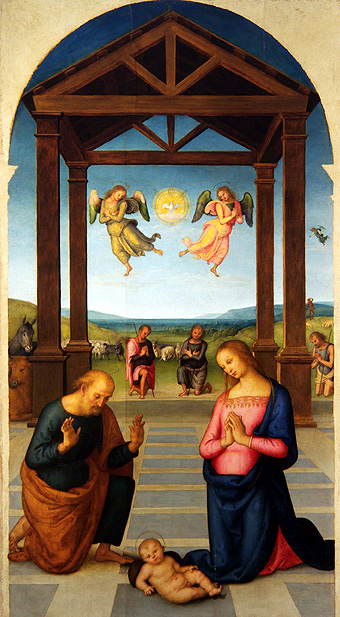
Perugino: Polyptychon des Heiligen Augustinus – Die Anbetung der Hirten

Von großer Bedeutung sind die Werke von Pietro di Cristoforo Vannucci, genannt Perugino, der in Città della Pieve geboren wurde, die sowohl im dritten Stock (frühe Periode) als auch im zweiten Stock (Räume 22–26) zu sehen sind. Aus seiner frühen Periode sind Werke erhalten (Anbetung der Heiligen Drei Könige, Banner mit Pieta), darunter eine Tafel (der Heilige Bernhardin, der die Tochter von Giovanni Antonio Petrazio da Rieti von einem Geschwür heilt) aus dem Jahr 1473, die zu einer Gruppe von acht Tafeln gehört, die die so genannte Nische des hl. Bernhard bilden.
Zu seiner reifen Phase gehören unter anderem die Madonna der Bruderschaft der Consolazione (1496–1498), der Christus in Pietà, das Kymation des Altarbildes der Decemviri (1495) und das Signorelli-Altarbild (1517). Das Meisterwerk dieser reifen Jahre ist das Polyptychon des Heiligen Augustinus, ein zweiseitiges Altarbild, für das zahlreiche Tafeln gemalt wurden, von denen sich einige seit der napoleonischen Requisitionen nicht mehr in Perugia befinden; vom Gesamtwerk sind sieben Tafeln im Museum erhalten, die alle in den Räumen 25 und 26 ausgestellt sind.
Von Bernardino di Betto, genannt Pinturicchio, einem Zeitgenossen Vannuccis und zeitweise sein Mitarbeiter, kann man das Altarbild von Santa Maria dei Fossi (1496–1498) (Raum 24) sehen, eines seiner Meisterwerke aus seiner reifen Phase und Beispiel für die Bedeutung der Malerei der Schule von Perugia.

### Zweite Renaissance
Diese Periode ist zunächst durch die Anwesenheit von Schülern oder Anhängern von Perugino und Pinturicchio in der umbrischen Hauptstadt gekennzeichnet (Berto di Giovanni, Eusebio da San Giorgio, Giovan Battista Caporali, Giannicola di Paolo). Sie trugen dazu bei, die lokale Kunstproduktion mit Werken zu bereichern, die sich sowohl auf ihre berühmten Meister als auch auf Raffael beziehen. Diese Gemälde sind in den Räumen 27, 28 und 29 zu sehen. Weitere wertvolle Werke sind die Geißelung, ein Bronzerelief von Francesco di Giorgio Martini (Raum 26), und die Grablegung Baglioni, eine Kopie eines der größten Werke Raffaels, gemalt von Giuseppe Cesari, bekannt als Cavalier d’Arpino (Raum 27).
Die Räume 30 bis 36 enthalten Werke von Vertretern des umbrischen Manierismus. Während für Domenico Alfani die Wurzeln noch in Perugia und im Raffaelismus zu suchen sind, schränkt die unmittelbare Präsenz der päpstlichen Regierung in Perugia nach dem Salzkrieg von 1540 die lokale Kunstproduktion ein. Damit begann für die umbrische figurative Kunst eine schwere Phase, die sich nach der Mitte des 16. Jahrhunderts verschärfte. In den Werken umbrischer Künstler wie Orazio Alfani, Dono Doni und Vincenzo Danti sind neben den typisch toskanischen Einflüssen von Giorgio Vasari, Rosso Fiorentino und Fra Bartolomeo auch Einflüsse von Raffael und Michelangelo erkennbar.

### Sammlung Martinelli
Valentino Martinelli, Kunsthistoriker und Dozent an der Universität Perugia in den 1960er und 1970er Jahren, vermachte der Stadtverwaltung von Perugia 1997 seine Kunstsammlung, die Gemälde, Skulpturen und Grafiken von Künstlern des römischen Barock umfasst, darunter Gian Lorenzo Bernini, Claude Mellan, Johann Paul Schor, Mattia Preti, Carlo Maratta, Domenico Guidi, François Spierre und Giovanni Battista Piranesi. Etwa siebzig der insgesamt über hundert Werke sind derzeit in den Räumen 33 und 34 sowie im so genannten Uhrensaal im zweiten Stock des Museums zu sehen.

### 17. Jahrhundert
Neben Werken aus dem späten 16. Jahrhundert sind in den Räumen 35, 36 und 37 Gemälde und Skulpturen zu sehen, die eher gegenreformatorische und barocke Züge tragen. Die Präsenz auswärtiger Künstler, die die wichtigsten toskanisch-römischen Strömungen der Epoche verbreiteten, setzt sich in Umbrien fort. Hervorzuheben sind die Madonna mit Kind von Ventura Salimbeni, die Vertreter des römischen Klassizismus Marcello Venusti und Andrea Sacchi, die betende Madonna von Sassoferrato, die Geburt der Jungfrau von Pietro da Cortona, die Spinett spielende Heilige Cäcilia von Orazio Gentileschi und zwei Gemälde von Valentin de Boulogne.

### 18. und 19. Jahrhundert
Die Abreise von Rinaldo und Erminia unter den Hirten des römischen Künstlers Sebastiano Conca, mit Einfluss des Rokoko, sind die bedeutendsten Werke des 18. Jahrhunderts in den letzten drei Räumen des Ausstellungsrundgangs, zusammen mit dem Heiligen Ambrosius, der Kaiser Theodosius die Absolution erteilt, von Pierre Subleyras, einem Vorläufer des kommenden Neoklassizismus.
Für das 19. Jahrhundert sind eine Gruppe von Gemälden von Jean-Baptiste Wicar, einem französischen Meister des Neoklassizismus, der in den ersten Jahren des Jahrhunderts Direktor der Accademia di Belle Arti von Perugia war. Eine Reihe von Stadtansichten von Giuseppe Rossi sind als Dokumente der Veränderungen des Viertels Rocca Paolina im Zentrum der Hauptstadt im 19. Jahrhundert wichtig.

## Hauptwerke
- Maestro di San Francesco: Kreuz (1272)
- Maestro del Trittico di Perugia: Madonna mit Kind, Geschichten von Christus (ca. 1270–1275)
- Arnolfo di Cambio: Marmorarbeiten des „pedi platee“-Brunnens (1278–1281)
- Duccio di Buoninsegna: Madonna col Bambino (1305)
- Maestro della Madonna di Perugia: Madonna mit Kind (ca. 1320–1330)
- Gentile da Fabriano: Madonna auf dem Thron mit Kind und musizierenden Engeln (ca. 1405–1410)
- Fra Angelico: Altarbild aus Perugia (1438)
- Benozzo Gozzoli: Altarbild aus dem Collegio della Sapienza Nuova (1456)
- Piero della Francesca: Polyptychon des Heiligen Antonius (ca. 1460–1470)
- Werkstatt von 1473: Geschichte des Hl. Bernhard
- Perugino:
  - Anbetung der Könige (1470–1476)
  - Banner mit der Pietà (ca. 1472)
  - Das Wunder des totgeborenen Kindes (1473)
  - Heilung des Mädchens (1473)
  - Christus-Pietà (Kyma des Decemviri-Altars) (1495)
  - Madonna des Trostes (1496–1498)
  - Tezi-Altarbild (ca. 1500)
  - Banner der Gerechtigkeit (ca. 1501)
  - Polyptychon des Heiligen Augustinus (ca. 1502–1523)
  - Pala di Monteripido-Altarbild (1502)
  - Predella der Madonna von Loreto (1507)
  - Altarbild der Verklärung (1517)
- Pinturicchio: Altarbild von Santa Maria dei Fossi (1496–1498)
- Orazio Gentileschi: Die Heilige Cäcilia spielt das Spinett  (ca. 1615–1620)
- Valentin de Boulogne: Christus und die Samariterin und Noli me tangere (ca. 1620)
- Pietro da Cortona: Geburt der Jungfrau Maria (1643)
- Sebastiano Conca: Die Abreise von Rinaldo und Jeremias bei den Hirten (1731)
- Pierre Subleyras: Der heilige Ambrosius erteilt Kaiser Theodosius die Absolution (1745)
- Corrado Giaquinto: Dreifaltigkeit (1750)